# Lista de episódios de Mr. Robot
Mr. Robot é uma série de televisão americana de suspense e drama criada por Sam Esmail. É estrelada por Rami Malek como Elliot Alderson, um engenheiro de cibersegurança e hacker que sofre de transtorno de ansiedade social e depressão clínica. Alderson é recrutado por um anarquista insurrecional conhecido como "Mr. Robot", interpretado por Christian Slater, para se juntar a um grupo de hacktivistas. O grupo pretende cancelar todas as dividas atacando o grande glomerado E Corp.
O piloto estreou em vários serviços online e vídeo sob demanda em 27 de maio de 2015. Ao longo da série, 45 episódios de Mr. Robot foram ao ar em quatro temporadas, entre 24 de junho de 2015 e 22 de dezembro de 2019.

## Resumo da série
| Temporada | Temporada | Episódios | Transmissão original  | Transmissão original   |
| Temporada | Temporada | Episódios | Primeira Transmissão  | Última Tramissão       |
| --------- | --------- | --------- | --------------------- | ---------------------- |
|           | 1         | 10        | 24 de junho de 2015   | 2 de setembro de 2015  |
|           | 2         | 12        | 13 de julho de 2016   | 21 de setembro de 2016 |
|           | 3         | 10        | 11 de outubro de 2017 | 13 de dezembro de 2017 |
|           | 4         | 13        | 6 de outubro de 2019  | 22 de dezembro de 2019 |

## Episódios
Cada título de episódio é construído com o estilo de um nome de arquivo de computador (exceto o final da terceira temporada).

### 1ª temporada (2015)
Os episódios da primeira temporada tem um sufixo correspondente a um tipo de formato de arquivo de vídeo.
| Geral | Episódio | Título                        | Dirigido por      | Escrito por     | Exibição original     | Audiência (em milhões) |
| --- | -------- | ----------------------------- | ----------------- | --------------- | --------------------- | ---------------------- |
| 1 | 1        | "eps1.0_hellofriend.mov"      | Niels Arden Oplev | Sam Esmail      | 24 de junho de 2015   | 1.75                   |
| Elliot Alderson trabalha na Allsafe, uma companhia de segurança cibernética. À noite, ele hackeia redes sociais e registros bancários dos seus contatos sociais e pessoas que ele investiga por razões de suspeitar de crimes ou simplesmente por curiosidade, particularmente pessoas da sua infância Angela, ou pessoas que ele mantém contacto diário como a sua terapeuta Krista e a sua traficante de drogas Shayla. Ele usa diariamente morfina junto com a medicação retirada Suboxone, a fim de evitar tornar-se um "viciado", e usa suas habilidades de hacker para caçar criminosos e os entregar para a polícia. E Corp ("Evil Corp"), um conglomerado e um dos maiores rivais da AllSafe, é hackeada. Elliot consegue terminar o ataque e analisa pessoalmente a evidência, que é na verdade uma mensagem para ele. No metrô, Elliot é abordado por Mr. Robot, o homem que enviou a mensagem. Ele é o líder de fsociety, o grupo de hackers por trás do ataque cibernético, que estão operando a partir de um parque de diversões abandonado à beira-mar. Mr. Robot planeja uma revolução digital, eliminando todos os registros de dívida da Evil Corp e convence Elliot a se juntar a sua causa. Embora Elliot estivesse inicialmente hesitante, ele finalmente cede e enquadra o CTO da Evil Corp, Terry Colby, manipulando os logs do ataque. |          |                               |                   |                 |                       |                        |
| 2 | 2        | "eps1.1_ones-and-zer0es.mpeg" | Sam Esmail        | Sam Esmail      | 1 de julho de 2015    | 1.73                   |
| Elliot recusa uma oferta de emprego bem remunerada de Tyrell Wellick, o novo CTO interino da Evil Corp. Em uma mensagem de vídeo pública para cimentar ainda mais a culpa de Colby, fsociety exige que Colby seja solto e que a Evil Corp seja dissolvida. Elliot está se tornando cada vez mais paranoico e usa mais morfina do que o normal. Ele reúne informações contra o fornecedor de Shayla, Fernando Vera e sua gangue depois de Vera mostra sinais de abusar de Shayla. No entanto, Vera é sua única fonte de Suboxone, que ele precisa desesperadamente devido ao seu aumento do consumo de morfina. No entanto, após isso, Vera estupra Shayla, Elliot se torna descuidado. Enquanto isso, Mr. Robot e fsociety querem Elliot para invadir uma fábrica de gás, fazendo um gasoduto explodir e com isso destruir Steel Mountain, uma instalação adjacente de armazenamento de backup offline da Evil Corp, mas Elliot desiste devido a não querer arriscar nenhuma vida. Na sua próxima reunião, Mr. Robot empurra Elliot de uma grade para a praia como punição. Enquanto isso, o computador do Ollie é hackeado por um homem desconhecido chamado Cisco, que é um membro do grupo de hackers chines The Dark Army. |          |                               |                   |                 |                       |                        |
| 3 | 3        | "eps1.2_d3bug.mkv"            | Jim McKay         | Sam Esmail      | 8 de julho de 2015    | 1.60                   |
| Tyrell bate em uma pessoa sem-teto em uma tentativa de aliviar o stress depois de percebe que alguém que não seja ele foi nomeado para a posição CTO. Mais tarde, ele tem relações com o secretário do seu chefe para instalar um rootkit em seu telefone, a fim de descobrir quem é o candidato. Seguindo as instruções da sua igualmente conivente e esposa grávida Joanna, Tyrell configura um jantar com o referido candidato. Cisco chantageia Ollie com seu caso com Stella e exige que ele infecte a Allsafe com o CD que foi usado para infectar Ollie. Quando Ollie confessa a Angela, ela quer ceder às exigências do hacker e comprometer a Allsafe, porque dados pessoais dela e do seu pai foram roubado do seu notebook também. Enquanto isso, Elliot está se recuperando de sua queda, no hospital. Mr. Robot pede desculpas a ele e Elliot acredita que terminou com a fsociety. Sentimento livre, ele pede a Shayla para ser sua namorada e acompanhá-lo a um jantar na casa de Gideon, em uma tentativa de tornar-se mais normal. Ela aceita, depois que ele promete que não entregará Fernando Vera para a polícia. No entanto, na festa, fsociety vaza e-mails da Evil Corp que incriminam Colby por encobrir uma vazamento de resíduos tóxicos em 1993, o que causou leucemia no pai de Elliot e na mãe de Angela - ele então muda de idéia e retorna para a fsociety. Gideon começa a suspeitar da história de Elliot sobre o ataque a Evil Corp apesar da tentativa de Elliot de acalmá-lo e começa a investigar.                                                                     |          |                               |                   |                 |                       |                        |
| 4 | 4        | "eps1.3_da3m0ns.mp4"          | Nisha Ganatra     | Adam Penn       | 15 de julho de 2015   | 1.27                   |
| Em vez de explodir o gasoduto, Elliot planeja destruir as fitas de backup em Steel Mountain invadindo o sistema de controle do clima e derretendo-as. No entanto, isso requer acesso físico, deste modo Elliot, Romeo, Mobley e Mr. Robot deixam Nova York para ir para Steel Mountain. Elliot, que acaba de ficar sem morfina por ter colocado Fernando Vera na cadeia, sofre de ataques intensos de abstinência e o grupo tem que ficar em um hotel para esperar os sintomas passarem. Lá, Elliot tem várias alucinações que variam de Tyrell para Qwerty (o seu peixe de estimação) para Angela, onde ele explora seus "demônios". Arlene e Trenton ficam para trás para entrar em contato com Cisco (que é revelado ser ser ex) e organizar um ataque hacker em simultâneo com o Dark Army em outros sites da Evil Corp. Enquanto isso, Angela encontra clareza no nome de Shayla, que ela passa o dia fazendo besteiras. Durante a noite, juntas no clube, Shayla encoraja Angela a se preocupar menos e agir em seu próprio interesse, o que resulta nas duas se beijando. Na manhã seguinte, Angela cumpre com o pedido de Cisco e infecta a Allsafe usando de a ID e o computador de Ollie. |          |                               |                   |                 |                       |                        |
| 5 | 5        | "eps1.4_3xpl0its.wmv"         | Jim McKay         | David Iserson   | 22 de julho de 2015   | 1.38                   |
| Com a ajuda da fsociety, Elliot se infiltra na Steel Mountain. As coisas não vão bem até que ele encontra, por acaso, Tyrell, onde ele explora o orgulho de Tyrell, a fim de conectar com êxito o dispositivo hacker ao controle do clima. No entanto, Tyrell revela que ele conhece Elliot enquadrado Terry Colby, mas não vai transformá-lo em. Darlene descobre que o Dark Army mudou de idéia sobre atacar simultaneamente uma instalação de backup na China (devido ao fato de que Angela deu-lhes o acesso a Allsafe com o hack), o que coloca o plano de fsociety em perigo. Enquanto isso, Tyrell e Joanna jantam com o candidato a CTO, Scott Knowles e sua esposa, Sharon, em uma tentativa de encontrar sua fraqueza. Lá, Tyrell deduz que Sharon está entediada e ela fica abre as pernas para ele no banheiro. Angela deixa Ollie, depois de lhe dizer que ela infectou a Allsafe com o CD do hacker e vai morar com seu pai, que ela descobre estár se afogando em dívidas de velhas contas médicas de sua mãe. Após a viagem para casa, Elliot encontra o telefone de Shayla no chão de seu apartamento, mas nenhum sinal de Shayla, quando ele toca - ele pede uma conversa com Fernando Vera, que tinha percebido que foi Elliot a pessoa que o colocou na prisão. Na cena final, Angela chega literalmente a uma divisão na estrada. |          |                               |                   |                 |                       |                        |
| 6 | 6        | "eps1.5_br4ve-trave1er.asf"   | Deborah Chow      | Kyle Bradstreet | 29 de julho de 2015   | 1.25                   |
| Shayla é raptada pelo irmão de Vera, Isaac e seu amigo íntimo, DJ - eles forçam Elliot a soltar Vera da prisão em troca de Shayla. Apesar da tentativa do Mr. Robot para convencer Elliot a ir embora e deixar Shayla morrer, Elliot visita Vera na prisão como uma frente para analisar a rede da prisão. Enquanto isso, Scott Knowles revela a Tyrell que Sharon disse a ele sobre o incidente no banheiro de Tyrell, humilhando Tyrell no processo. Depois, Tyrell esmaga sua cozinha em fúria, Joanna diz a ele que não foi tud para nada - enquanto Tyrell estava errado sobre a fraqueza de Sharon, agora eles sabem: ela quer ser desejada. Inspirada pela noite anterior, Angela reúne-se com os advogados que representavam ela na ação judicial encobrimento resíduos tóxicos contra a Evil Corp em uma tentativa de reabrir o caso - eles dizer-lhe que é impossível vencer a menos que eles possam obter o depoimento de alguém de dentro. Ela foca suas visitas a Terry Colby, que ela percebe tem uma tornozeleira. Naquela noite, Elliot liberta Vera com sucesso usando um exploit bluetooth. DJ, em seguida, mata Isaac, que tinha planejado matar Vera na prisão e assumir o seu negócio. Após Elliot perguntar por Shayla, Vera atira-lhe as chaves do carro e diz: "Ela estava com você o tempo todo." Elliot abre o porta-malas e libera alguns soluços de dor, lá encontra Shayla com a garganta cortada. |          |                               |                   |                 |                       |                        |
| 7 | 7        | "eps1.6_v1ew-s0urce.flv"      | Sam Esmail        | Kate Erickson   | 5 de agosto de 2015   | 1.15                   |
| Em um flashback, Shayla Nico move-se na porta ao lado e dá a Elliot o Qwerty como um presente. Ela aspira ser sua amiga, apesar dele dizer que não gosta e se sente estranho em torno de pessoas. Ela se oferece até mesmo a entrar em contato com um fornecedor de Suboxone (Vera), apesar da sua reputação de psicopata. No presente, passou-se um mês desde o assassinato de Shayla, e Elliot ainda está em luto. Angela faz um acordo com Terry Colby: Angela vai mentir e dizer que ela quebrou a cadeia de custódia com o arquivo .dat que ela incriminou e em troca Colby vai testemunhar que a Evil Corp encobriu o vazamento de resíduos tóxicos em 1993. No entanto, Gideon adverte Angela que se ela a avançar com o seu plano não só irá custar-lhe apenas o seu trabalho, mas também irá colocar a Allsafe fora do negócio, deixando-a sem saber o que fazer. Enquanto isso, Darlene e Mr. Robot tentam trazer a fsociety de volta, que desmoronou devido ao recuo do Dark Army e do desaparecimento de Elliot. Darlene hackeia o computador do Cisco e consegue definir uma reunião pessoalmente com o esquivo e perigoso White Rose, líder do Dark Amry. Cisco está furioso pela jogada imprudente de Darlene, e mais tarde se encontra com Ollie para exigir outro favor. Tyrell, em uma festa comemorando a promoção de Knowles, seduz Sharon para um na cobertura isolada e estrangula-la até a morte; Elliot confessa a Krista que ele hackeia todo mundo em uma tentativa de encontrar uma maneira de sair da solidão, que ele não foi capaz de encontrar desde o assassinato de Shayla. |          |                               |                   |                 |                       |                        |
| 8 | 8        | "eps1.7_wh1ter0se.m4v"        | Christoph Schrewe | Randolph Leon   | 12 de agosto de 2015  | 1.24                   |
| Allsafe fica sob controle. Enquanto isso, o Dark Army está pronto para conhecer Elliot. Para completar, o plano de Tyrell e Joanna entra em ação. |          |                               |                   |                 |                       |                        |
| 9 | 9        | "eps1.8_m1rr0r1ng.qt"         | Tricia Brock      | Sam Esmail      | 19 de agosto de 2015  | 1.32                   |
| O hack da Evil Corp é ameaçado por um homem misterioso do passado de Elliot. |          |                               |                   |                 |                       |                        |
| 10 | 10       | "eps1.9_zer0-day.avi"         | Sam Esmail        | Sam Esmail      | 2 de setembro de 2015 | 1.21                   |
| Mr. Robot e Tyrell estão desaparecidos, ao mesmo tempo em que um hack do passado assombra Elliot. |          |                               |                   |                 |                       |                        |

1. ↑  O final da primeira temporada foi adiado uma semana a partir da data programada originalmente programada de 26 de agosto de 2015, porque o episódio inclui uma cena com semelhanças com os assassinatos de Roanoke, Virgínia, que aconteceu no mesmo dia[13]

### 2ª temporada (2016)
Os títulos de episódios da segunda temporada têm um sufixo correspondente a um tipo de criptografia.
| Geral | Episódio | Título                      | Dirigido por | Escrito por                    | Exibição original      | Audiência (em milhões) |
| ----- | -------- | --------------------------- | ------------ | ------------------------------ | ---------------------- | ---------------------- |
| 11    | 1        | "eps2.0_unm4sk-pt1.tc"      | Sam Esmail   | Sam Esmail                     | 13 de julho de 2016    | 1.04                   |
| 12    | 2        | "eps2.0_unm4sk-pt2.tc"      | Sam Esmail   | Sam Esmail                     | 13 de julho de 2016    | 1.04                   |
| 13    | 3        | "eps2.1_k3rnel-pan1c.ksd"   | Sam Esmail   | Sam Esmail                     | 20 de julho de 2016    | 0.80                   |
| 14    | 4        | "eps2.2_init_1.asec"        | Sam Esmail   | Sam Esmail                     | 27 de julho de 2016    | 0.64                   |
| 15    | 5        | "eps2.3_logic-b0mb.hc"      | Sam Esmail   | Kyle Bradstreet                | 3 de agosto de 2016    | 0.71                   |
| 16    | 6        | "eps2.4_m4ster-s1ave.aes"   | Sam Esmail   | Adam Penn                      | 10 de agosto de 2016   | 0.57                   |
| 17    | 7        | "eps2.5_h4ndshake.sme"      | Sam Esmail   | Sam Esmail                     | 17 de agosto de 2016   | 0.65                   |
| 18    | 8        | "eps2.6_succ3ss0r.p12"      | Sam Esmail   | Courtney Looney                | 24 de agosto de 2016   | 0.74                   |
| 19    | 9        | "eps2.7_init_5.fve"         | Sam Esmail   | Kyle Bradstreet & Lucy Teitler | 31 de agosto de 2016   | 0.65                   |
| 20    | 10       | "eps2.8_h1dden-pr0cess.axx" | Sam Esmail   | Kor Adana & Randolph Leon      | 7 de setembro de 2016  | 0.77                   |
| 21    | 11       | "eps2.9_pyth0n-pt1.p7z"     | Sam Esmail   | Sam Esmail                     | 14 de setembro de 2016 | 0.69                   |
| 22    | 12       | "eps2.9_pyth0n-pt2.p7z"     | Sam Esmail   | Sam Esmail                     | 21 de setembro de 2016 | 0.85                   |

### 3ª temporada (2017)
Os títulos do episódios da terceira temporada estão na forma de arquivo de computador seguidor por uma extensão, exceto o título do episódio final da temporada que tem forma de comando de computador ("shutdown -r").
| Geral | Episódio | Título                      | Dirigido por | Escrito por                       | Exibição original      | Audiência (em milhões) |
| ----- | -------- | --------------------------- | ------------ | --------------------------------- | ---------------------- | ---------------------- |
| 23    | 1        | "eps3.0_power-saver-mode.h" | Sam Esmail   | Sam Esmail                        | 11 de outubro de 2017  | 0.68                   |
| 24    | 2        | "eps3.1_undo.gz"            | Sam Esmail   | Sam Esmail                        | 18 de outubro de 2017  | 0.52                   |
| 25    | 3        | "eps3.2_legacy.so"          | Sam Esmail   | Sam Esmail                        | 25 de outubro de 2017  | 0.54                   |
| 26    | 4        | "eps3.3_metadata.par2"      | Sam Esmail   | Kyle Bradstreet                   | 1 de novembro de 2017  | 0.55                   |
| 27    | 5        | "eps3.4_runtime-error.r00"  | Sam Esmail   | Kor Adana & Randolph Leon         | 8 de novembro de 2017  | 0.52                   |
| 28    | 6        | "eps3.5_kill-process.inc"   | Sam Esmail   | Kyle Bradstreet                   | 15 de novembro de 2017 | 0.60                   |
| 29    | 7        | "eps3.6_fredrick+tanya.chk" | Sam Esmail   | Adam Penn                         | 22 de novembro de 2017 | 0.55                   |
| 30    | 8        | "eps3.7_dont-delete-me.ko"  | Sam Esmail   | Sam Esmail                        | 29 de novembro de 2017 | 0.44                   |
| 31    | 9        | "eps3.8_stage3.torrent"     | Sam Esmail   | Kyle Bradstreet & Courtney Looney | 6 de dezembro de 2017  | 0.44                   |
| 32    | 10       | "shutdown -r"               | Sam Esmail   | Sam Esmail                        | 13 de dezembro de 2017 | 0.45                   |

### 4ª temporada (2019)
Os primeiros dez títulos dos episódios são códigos de status HTTP na faixa 4xx
| Geral | Episódio | Título                              | Dirigido por | Escrito por      | Exibição original      | Audiência (em milhões) |
| ----- | -------- | ----------------------------------- | ------------ | ---------------- | ---------------------- | ---------------------- |
| 33    | 1        | "401 Unauthorized"                  | Sam Esmail   | Sam Esmail       | 6 de outubro de 2019   | 0.444                  |
| 34    | 2        | "402 Payment Required"              | Sam Esmail   | Kyle Bradstreet  | 13 de outubro de 2019  | 0.342                  |
| 35    | 3        | "403 Forbidden"                     | Sam Esmail   | Courtney Looney  | 20 de outubro de 2019  | 0.297                  |
| 36    | 4        | "404 Not Found"                     | Sam Esmail   | Kyle Bradstreet  | 27 de outubro de 2019  | 0.348                  |
| 37    | 5        | "405 Method Not Allowed"            | Sam Esmail   | Sam Esmail       | 3 de novembro de 2019  | 0.314                  |
| 38    | 6        | "406 Not Acceptable"                | Sam Esmail   | Amelia Gray      | 10 de novembro de 2019 | 0.366                  |
| 39    | 7        | "407 Proxy Authentication Required" | Sam Esmail   | Sam Esmail       | 17 de novembro de 2019 | 0.361                  |
| 40    | 8        | "408 Request Timeout"               | Sam Esmail   | Robbie Pickering | 24 de novembro de 2019 | 0.376                  |
| 41    | 9        | "409 Conflict"                      | Sam Esmail   | Kyle Bradstreet  | 1 de dezembro de 2019  | 0.363                  |
| 42    | 10       | "410 Gone"                          | Sam Esmail   | Sam Esmail       | 8 de dezembro de 2019  | 0.452                  |
| 43    | 11       | "eXit"                              | Sam Esmail   | Sam Esmail       | 15 de dezembro de 2019 | 0.442                  |
| 44    | 12       | "whoami"                            | Sam Esmail   | Sam Esmail       | 22 de dezembro de 2019 | 0.464                  |
| 45    | 13       | "Hello, Elliot"                     | Sam Esmail   | Sam Esmail       | 22 de dezembro de 2019 | 0.318                  |

1. ↑  Os dois últimos episódios foram ao ar juntos na USA Network como um final de duas horas, inicialmente intitulado "Series Finale Parte 1" e "Series Finale Parte 2".[48]
2. ↑  No entanto, depois que o final da série foi ao ar, os títulos dos episódios reais foram revelados.[50]

## Conteúdo suplementar
Um especial de uma hora emitido em 20 de junho de 2016, intitulado "Mr. Robot_dec0d3d.doc", que explorou a autenticidade e o impacto social da série e também prévia da segunda temporada. Apresentou entrevistas com elenco e membros da equipe, também com especialistas e jornalistas nos campos de hacking e segurança cibernética. O especial recebeu 780,000 espectadores.
Em junho de 2016, a USA Network anunciou o Hacking Robot, um aftershow ao vivo apresentado Andy GreenwaldI. O primeiro episódio de Hacking Robot estreou após a estreia da segunda temporada, com os convidados Sam Esmail, Rami Malek, Christian Slater, Carly Chaikin e Portia Doubleday e receberam 376,000 espectadores. The second installment aired on September 7, 2016, after the tenth episode of the second season, and received 320,000 viewers.
Além disso, um aftershow semanal único na web intitulado Mr. Robot Digital After Show estreou nos sites da The Verge e USA Network após o terceiro episódio.

## Audiência

### 1ª temporada
O primeiro episódio de Mr. Robot foi lançado em várias plataformas digitais antes da sua primeira transmissão. Obteve uma audiência de  2,7 milhões antes da primeira transmissão do episódio.
| №  | Título                        | Exibição original     | Rating/share (18–49) | Audiência (em milhões) | DVR (18–49) | Audiência em DVR (milhões) | Total (18–49) | Audiência total (em milhões) |
| -- | ----------------------------- | --------------------- | -------------------- | ---------------------- | ----------- | -------------------------- | ------------- | ---------------------------- |
| 1  | "eps1.0_hellofriend.mov"      | 24 de junho de 2015   | 0.5                  | 1.75                   | 0.4         | 1.34                       | 0.9           | 3.09                         |
| 2  | "eps1.1_ones-and-zer0es.mpeg" | 1 de julho de 2015    | 0.6                  | 1.73                   | 0.6         | 1.81                       | 1.2           | 3.54                         |
| 3  | "eps1.2_d3bug.mkv"            | 8 de julho de 2015    | 0.6                  | 1.60                   | 0.6         | 1.45                       | 1.2           | 3.05                         |
| 4  | "eps1.3_da3m0ns.mp4"          | 15 de julho de 2015   | 0.4                  | 1.27                   | N/A         | N/A                        | N/A           | N/A                          |
| 5  | "eps1.4_3xpl0its.wmv"         | 22 de julho de 2015   | 0.5                  | 1.38                   | N/A         | N/A                        | N/A           | N/A                          |
| 6  | "eps1.5_br4ve-trave1er.asf"   | 29 de julho de 2015   | 0.4                  | 1.25                   | 0.5         | 1.09                       | 0.9           | 2.34                         |
| 7  | "eps1.6_v1ew-s0urce.flv"      | 5 de agosto de 2015   | 0.5                  | 1.15                   | 0.6         | 1.27                       | 1.1           | 2.42                         |
| 8  | "eps1.7_wh1ter0se.m4v"        | 12 de agosto de 2015  | 0.4                  | 1.24                   | 0.8         | 1.44                       | 1.2           | 2.68                         |
| 9  | "eps1.8_m1rr0r1ng.qt"         | 19 de agosto de 2015  | 0.5                  | 1.32                   | 0.6         | 1.30                       | 1.1           | 2.62                         |
| 10 | "eps1.9_zer0-day.avi"         | 2 de setembro de 2015 | 0.5                  | 1.21                   | 0.4         | 0.94                       | 0.9           | 2.15                         |

### 2ª temporada
| №  | Título                      | Exibição original      | Rating/share (18–49) | Audiência (em milhões) | DVR (18–49) | Audiência em DVR (milhões) | Total (18–49) | Audiência total (em milhões) |
| -- | --------------------------- | ---------------------- | -------------------- | ---------------------- | ----------- | -------------------------- | ------------- | ---------------------------- |
| 1  | "eps2.0_unm4sk-pt1.tc"      | 13 de julho de 2016    | 0.4                  | 1.04                   | 0.6         | 1.21                       | 1.0           | 2.25                         |
| 2  | "eps2.0_unm4sk-pt2.tc"      | 13 de julho de 2016    | 0.4                  | 1.04                   | 0.6         | 1.21                       | 1.0           | 2.25                         |
| 3  | "eps2.1_k3rnel-pan1c.ksd"   | 20 de julho de 2016    | 0.3                  | 0.80                   | N/A         | N/A                        | N/A           | N/A                          |
| 4  | "eps2.2_init_1.asec"        | 27 de julho de 2016    | 0.3                  | 0.64                   | N/A         | N/A                        | N/A           | N/A                          |
| 5  | "eps2.3_logic-b0mb.hc"      | 3 de agosto de 2016    | 0.2                  | 0.71                   | 0.4         | 0.65                       | 0.6           | 1.35                         |
| 6  | "eps2.4_m4ster-s1ave.aes"   | 10 de agosto de 2016   | 0.2                  | 0.57                   | 0.3         | 0.63                       | 0.5           | 1.20                         |
| 7  | "eps2.5_h4ndshake.sme"      | 17 de agosto de 2016   | 0.3                  | 0.65                   | 0.3         | 0.65                       | 0.6           | 1.30                         |
| 8  | "eps2.6_succ3ss0r.p12"      | 24 de agosto de 2016   | 0.3                  | 0.74                   | N/A         | N/A                        | N/A           | N/A                          |
| 9  | "eps2.7_init_5.fve"         | 31 de agosto de 2016   | 0.3                  | 0.65                   | 0.3         | 0.67                       | 0.6           | 1.32                         |
| 10 | "eps2.8_h1dden-pr0cess.axx" | 7 de setembro de 2016  | 0.3                  | 0.77                   | N/A         | N/A                        | N/A           | N/A                          |
| 11 | "eps2.9_pyth0n-pt1.p7z"     | 14 de setembro de 2016 | 0.3                  | 0.69                   | N/A         | N/A                        | N/A           | N/A                          |
| 12 | "eps2.9_pyth0n-pt2.p7z"     | 21 de setembro de 2016 | 0.4                  | 0.85                   | N/A         | N/A                        | N/A           | N/A                          |

### 3ª temporada
| №  | Título                      | Exibição original      | Rating/share (18–49) | Audiência (em milhões) | DVR (18–49) | Audiência em DVR (milhões) | Total (18–49) | Audiência total (em milhões) |
| -- | --------------------------- | ---------------------- | -------------------- | ---------------------- | ----------- | -------------------------- | ------------- | ---------------------------- |
| 1  | "eps3.0_power-saver-mode.h" | 11 de outubro de 2017  | 0.3                  | 0.68                   | 0.3         | 0.65                       | 0.6           | 1.33                         |
| 2  | "eps3.1_undo.gz"            | 18 de outubro de 2017  | 0.2                  | 0.52                   | 0.3         | 0.52                       | 0.5           | 1.04                         |
| 3  | "eps3.2_legacy.so"          | 25 de outubro de 2017  | 0.2                  | 0.54                   | 0.2         | 0.45                       | 0.4           | 1.00                         |
| 4  | "eps3.3_metadata.par2"      | 1 de novembro de 2017  | 0.2                  | 0.55                   | 0.2         | N/A                        | 0.4           | N/A                          |
| 5  | "eps3.4_runtime-error.r00"  | 8 de novembro de 2017  | 0.2                  | 0.52                   | N/A         | N/A                        | N/A           | N/A                          |
| 6  | "eps3.5_kill-process.inc"   | 15 de novembro de 2017 | 0.3                  | 0.60                   | N/A         | N/A                        | N/A           | N/A                          |
| 7  | "eps3.6_fredrick+tanya.chk" | 22 de novembro de 2017 | 0.2                  | 0.55                   | 0.2         | 0.46                       | 0.4           | 1.00                         |
| 8  | "eps3.7_dont-delete-me.ko"  | 29 de novembro de 2017 | 0.2                  | 0.44                   | 0.2         | 0.50                       | 0.4           | 0.94                         |
| 9  | "eps3.8_stage3.torrent"     | 6 de dezembro de 2017  | 0.2                  | 0.44                   | 0.2         | 0.48                       | 0.4           | 0.92                         |
| 10 | "shutdown -r"               | 13 de dezembro de 2017 | 0.2                  | 0.45                   | N/A         | N/A                        | N/A           | N/A                          |